# Windows Resource Kit
Die Windows Resource Kits (früher wohl auch nur [englisch] Resource Kits genannt, zu dt. wörtlich Ausrüstungsmittel) sind Sammlungen aus Hilfsanwendungen und ausführlichen Beschreibungen, die Microsoft für zahlreiche ihrer Produkte, wie Windows und Office, veröffentlicht. Sie wurden mit Windows 3.0 im Jahr 1991 eingeführt.

## Weitere Einzelheiten
Die Windows Resource Kits dienen dazu, Systemadministratoren bei der Wartung und Fehlersuche zu helfen. Das erste Resource Kit wurde für Windows 3.0 (im Jahr 1991) veröffentlicht, seitdem gab es für jedes Microsoft-Betriebssystem – einschließlich DOS (im Jahr 1992) und mit Ausnahme von Windows Me – ein Resource Kit. Die Sammlung der Hilfsanwendungen kann in der Regel bei Microsoft heruntergeladen werden.